# Ардино
Ардино (буг. Ардино) град је у Републици Бугарској, у јужном делу земље, седиште истоимене општине Ардино у оквиру Крџалијске области.

## Географија
Положај: Ардино се налази у јужном делу Бугарске. Од престонице Софије град је удаљен 280 kmјугоисточно, а од обласног средишта, Крџалија град је удаљен 35 km југозападно.
Рељеф: Област Ардина се налази у области средишњег дела планинског ланца Родопа. Град се сместио у области реке Арде, на приближно 680 етара надморске висине.
Клима: Клима у Ардину је континентална.
Воде: Поред Ардина протиче река Арда горњим делом свог тока. По њој је град добио назив.

## Историја
Област Ардина је првобитно било насељено Трачанима, а после њих овом облашћу владају стари Рим и Византија. Јужни Словени ово подручје насељавају у 7. веку. Од 9. века до 1373. године област је била у саставу средњовековне Бугарске.
Крајем 14. века област Ардина је пала под власт Османлија, који владају облашћу 5 векова. У то време претежно становништво постају Турци.
1912. године град је постао део савремене бугарске државе. Насеље постоје убрзо средиште окупљања за села у околини, са више јавних установа и трговиштем.

## Становништво
По проценама из 2010. године Ардино је имало око 4.000 становника. Огромна већина градског становништва су етнички Турци. Остатак су махом Бугари и Роми. Последњих 20-ак година град је губио становништво због удаљености од главних токова развоја у земљи и исељавања Турака у матицу.
Претежан вероисповест месног становништва је ислам, а мањинска православље.